# Pallavolo Scandicci Savino Del Bene 2017-2018
Questa voce raccoglie le informazioni riguardanti la Pallavolo Scandicci Savino Del Bene nelle competizioni ufficiali della stagione 2017-2018.

## Stagione
Nella stagione 2017-18 la Pallavolo Scandicci Savino Del Bene assume la denominazione sponsorizzata di Savino Del Bene Scandicci.
Partecipa per la quarta volta alla Serie A1; chiude la regular season di campionato al secondo posto in classifica, qualificandosi per i play-off scudetto, dove arriva alle semifinali, venendo sconfitta dall'Imoco.
Grazie al terzo posto al termine del girone di andata del campionato, la Savino Del Bene si qualifica per la Coppa Italia, eliminata nei quarti di finale dalla Pro Victoria.

## Organigramma societario
Area direttiva
- Presidente: Sergio Bazzurro

Area tecnica
- Allenatore: Carlo Parisi
- Allenatore in seconda: Simone Bendandi
- Assistente allenatore: César Hernández
- Scout man: Christian Piazzese

## Rosa
| N° | Nome                 | Ruolo | Data di nascita  | Nazionalità sportiva |
| -- | -------------------- | ----- | ---------------- | -------------------- |
| 1  | Lauren Carlini       | P     | 28 febbraio 1995 | Stati Uniti          |
| 3  | Jelyzaveta Ruban     | S     | 3 marzo 1995     | Azerbaigian          |
| 4  | Marika Bianchini     | O     | 23 aprile 1993   | Italia               |
| 5  | Adenízia da Silva    | C     | 18 dicembre 1986 | Brasile              |
| 7  | Isabella Di Iulio    | P     | 26 novembre 1991 | Italia               |
| 8  | Enrica Merlo         | L     | 28 dicembre 1988 | Italia               |
| 9  | Valeria Papa         | S     | 9 settembre 1989 | Italia               |
| 10 | Giulia Mancini       | C     | 23 maggio 1998   | Italia               |
| 11 | Isabelle Haak        | O     | 11 luglio 1999   | Svezia               |
| 13 | Valentina Arrighetti | C     | 26 gennaio 1985  | Italia               |
| 16 | Lucia Bosetti        | S     | 9 luglio 1989    | Italia               |
| 17 | Martina Ferrara      | L     | 28 gennaio 1999  | Italia               |
| 18 | Bethania de la Cruz  | S     | 13 maggio 1987   | Rep. Dominicana      |

## Mercato
| Acquisti | Acquisti            | Acquisti      | Acquisti   |
| R.       | Nome                | da            | Modalità   |
| -------- | ------------------- | ------------- | ---------- |
| O        | Marika Bianchini    | River         | definitivo |
| S        | Lucia Bosetti       | Casalmaggiore | definitivo |
| P        | Lauren Carlini      | Wisconsin     | definitivo |
| S        | Bethania de la Cruz | Dinamo Mosca  | definitivo |
| P        | Isabella Di Iulio   | Pesaro        | definitivo |
| L        | Martina Ferrara     | Club Italia   | definitivo |
| O        | Isabelle Haak       | Béziers       | definitivo |
| S        | Valeria Papa        | Neruda        | definitivo |
| S        | Jelyzaveta Ruban    | Telekom Baku  | definitivo |
| C        | Giulia Mancini      | Club Italia   | definitivo |

| Cessioni | Cessioni          | Cessioni              | Cessioni   |
| R.       | Nome              | a                     | Modalità   |
| -------- | ----------------- | --------------------- | ---------- |
| C        | Luisa Casillo     | Adolfo Consolini      | definitivo |
| C        | Lucia Crisanti    | Academy Sassuolo      | definitivo |
| S        | Áurea Cruz        | -                     | ritirata   |
| L        | Alice Giampietri  | Wealth Planet Perugia | definitivo |
| O        | Aneta Havlíčková  | Türk Hava Yolları     | definitivo |
| S        | Sara Loda         | Pro Victoria          | definitivo |
| S        | Floortje Meijners | -                     | ritirata   |
| P        | Giulia Rondon     | Casalmaggiore         | definitivo |
| P        | Chiara Scacchetti | Olimpia Teodora       | definitivo |
| O        | Valentina Zago    | Casalmaggiore         | definitivo |

## Risultati

### Serie A1

#### Girone di andata
| 1ª giornata - 14 ottobre 2017 PalaPanini, Modena                  | River           | 0 - 3 | Savino Del Bene | 14-25, 12-25, 14-25               |
| 2ª giornata - 21 ottobre 2017 Palazzetto dello Sport, Scandicci   | Savino Del Bene | 3 - 0 | Casalmaggiore   | 25-18, 25-20, 25-19               |
| 3ª giornata - 28 ottobre 2017 Palazzetto dello Sport, Monza       | Pro Victoria    | 1 - 3 | Savino Del Bene | 25-15, 17-25, 17-25, 14-25        |
| 4ª giornata - 5 novembre 2017 Nelson Mandela Forum, Firenze       | San Casciano    | 0 - 3 | Savino Del Bene | 14-25, 16-25, 14-25               |
| 5ª giornata - 12 novembre 2017 Palazzetto dello Sport, Scandicci  | Savino Del Bene | 3 - 0 | Filottrano      | 25-17, 25-18, 25-19               |
| 6ª giornata - 19 novembre 2017 PalaCampanara, Pesaro              | Pesaro          | 2 - 3 | Savino Del Bene | 25-23, 20-25, 12-25, 25-18, 10-15 |
| 7ª giornata - 22 novembre 2017 Palazzetto dello Sport, Scandicci  | Savino Del Bene | 0 - 3 | AGIL            | 18-25, 25-27, 21-25               |
| 8ª giornata - 26 novembre 2017 PalaBorsani, Castellanza           | SAB             | 0 - 3 | Savino Del Bene | 13-25, 16-25, 22-25               |
| 9ª giornata - 3 dicembre 2017 Palazzetto dello Sport, Scandicci   | Savino Del Bene | 1 - 3 | Imoco           | 26-24, 22-25, 22-25, 23-25        |
| 10ª giornata - 10 dicembre 2017 Palazzetto dello Sport, Scandicci | Savino Del Bene | 3 - 2 | Bergamo         | 25-16, 26-28, 23-25, 25-18, 15-10 |
| 11ª giornata - 16 dicembre 2017 PalaYamamay, Busto Arsizio        | Busto Arsizio   | 2 - 3 | Savino Del Bene | 25-16, 14-25, 26-24, 24-26, 9-15  |

#### Girone di ritorno
| 12ª giornata - 26 dicembre 2017 Palazzetto dello Sport, Scandicci | Savino Del Bene | 3 - 0 | River           | 25-23, 25-14, 25-19               |
| 13ª giornata - 6 gennaio 2018 PalaRadi, Casalmaggiore             | Casalmaggiore   | 3 - 1 | Savino Del Bene | 25-19, 15-25, 25-21, 25-18        |
| 14ª giornata - 14 gennaio 2018 Palazzetto dello Sport, Scandicci  | Savino Del Bene | 3 - 1 | Pro Victoria    | 16-25, 25-21, 25-23, 25-20        |
| 15ª giornata - 18 gennaio 2018 Palazzetto dello Sport, Scandicci  | Savino Del Bene | 3 - 0 | San Casciano    | 25-21, 25-23, 25-20               |
| 16ª giornata - 21 gennaio 2018 PalaBaldinelli, Osimo              | Filottrano      | 1 - 3 | Savino Del Bene | 25-22, 18-25, 15-25, 17-25        |
| 17ª giornata - 28 gennaio 2018 Palazzetto dello Sport, Scandicci  | Savino Del Bene | 3 - 0 | Pesaro          | 25-20, 25-13, 25-13               |
| 18ª giornata - 3 febbraio 2018 PalaTerdoppio, Novara              | AGIL            | 3 - 0 | Savino Del Bene | 25-19, 27-25, 25-19               |
| 19ª giornata - 11 febbraio 2018 Palazzetto dello Sport, Scandicci | Savino Del Bene | 3 - 0 | SAB             | 25-14, 25-13, 25-17               |
| 20ª giornata - 25 febbraio 2018 PalaVerde, Villorba               | Imoco           | 0 - 3 | Savino Del Bene | 14-25, 22-25, 20-25               |
| 21ª giornata - 3 marzo 2018 PalaNorda, Bergamo                    | Bergamo         | 1 - 3 | Savino Del Bene | 22-25, 25-23, 19-25, 17-25        |
| 22ª giornata - 10 marzo 2018 Palazzetto dello Sport, Scandicci    | Savino Del Bene | 3 - 2 | Busto Arsizio   | 24-26, 20-25, 25-13, 26-24, 15-10 |

#### Play-off scudetto
| Quarti di finale (gara 1) - 18 marzo 2018 Palazzetto dello Sport, Scandicci | Savino Del Bene | 3 - 0 | Pesaro          | 25-15, 25-21, 25-21        |
| Quarti di finale (gara 2) - 24 marzo 2018 PalaCampanara, Pesaro             | Pesaro          | 1 - 3 | Savino Del Bene | 25-23, 20-25, 23-25, 19-25 |
| Semifinali (gara 1) - 31 marzo 2018 Palazzetto dello Sport, Scandicci       | Savino Del Bene | 0 - 3 | Imoco           | 23-25, 23-25, 20-25        |
| Semifinali (gara 2) - 7 aprile 2018 PalaVerde, Villorba                     | Imoco           | 3 - 1 | Savino Del Bene | 17-25, 25-19, 25-16, 25-19 |
| Semifinali (gara 3) - 10 aprile 2018 Palazzetto dello Sport, Scandicci      | Savino Del Bene | 0 - 3 | Imoco           | 22-25, 23-25, 16-25        |

### Coppa Italia
| Quarti di finale (andata) - 20 dicembre 2017 Palazzetto dello Sport, Monza      | Pro Victoria    | 3 - 0 | Savino Del Bene | 25-14, 25-21, 25-21               |
| Quarti di finale (ritorno) - 30 dicembre 2017 Palazzetto dello Sport, Scandicci | Savino Del Bene | 3 - 2 | Pro Victoria    | 25-13, 25-16, 19-25, 26-28, 15-13 |

## Statistiche

### Statistiche di squadra
| Competizione | Punti | In casa | In casa | In casa | In trasferta | In trasferta | In trasferta | Totale | Totale | Totale |
| Competizione | Punti | G       | V       | P       | G            | V            | P            | G      | V      | P      |
| ------------ | ----- | ------- | ------- | ------- | ------------ | ------------ | ------------ | ------ | ------ | ------ |
| Serie A1     | 50    | 14      | 10      | 4       | 13           | 10           | 3            | 27     | 20     | 7      |
| Coppa Italia | -     | 1       | 1       | 0       | 1            | 0            | 1            | 2      | 1      | 1      |
| Totale       | -     | 15      | 11      | 4       | 14           | 10           | 4            | 29     | 21     | 8      |

G = partite giocate; V = partite vinte; P = partite perse

### Statistiche dei giocatori
| Giocatore     | Serie A1 | Serie A1 | Serie A1 | Serie A1 | Serie A1 | Coppa Italia | Coppa Italia | Coppa Italia | Coppa Italia | Coppa Italia | Totale | Totale | Totale | Totale | Totale |
| Giocatore     | P        | PT       | AV       | MV       | BV       | P            | PT           | AV           | MV           | BV           | P      | PT     | AV     | MV     | BV     |
| ------------- | -------- | -------- | -------- | -------- | -------- | ------------ | ------------ | ------------ | ------------ | ------------ | ------ | ------ | ------ | ------ | ------ |
| V. Arrighetti | 27       | 144      | 85       | 51       | 8        | 2            | 11           | 7            | 3            | 1            | 29     | 155    | 92     | 54     | 9      |
| M. Bianchini  | 26       | 81       | 65       | 6        | 10       | 2            | 11           | 10           | 0            | 1            | 28     | 92     | 75     | 6      | 11     |
| L. Bosetti    | 26       | 239      | 190      | 42       | 7        | 2            | 19           | 16           | 2            | 1            | 28     | 258    | 176    | 44     | 8      |
| L. Carlini    | 26       | 51       | 19       | 23       | 9        | 2            | 1            | 1            | 0            | 0            | 28     | 52     | 20     | 23     | 9      |
| A. da Silva   | 27       | 265      | 149      | 29       | 17       | 2            | 25           | 17           | 8            | 0            | 29     | 290    | 166    | 37     | 17     |
| B. de la Cruz | 26       | 304      | 258      | 25       | 21       | 2            | 17           | 14           | 2            | 1            | 28     | 321    | 272    | 27     | 22     |
| I. Di Iulio   | 17       | 4        | 0        | 2        | 2        | 2            | 1            | 0            | 1            | 0            | 18     | 5      | 0      | 3      | 2      |
| M. Ferrara    | 2        | 0        | 0        | 0        | 0        | 1            | 0            | 0            | 0            | 0            | 3      | 0      | 0      | 0      | 0      |
| I. Haak       | 27       | 580      | 510      | 33       | 37       | 2            | 23           | 20           | 2            | 1            | 29     | 603    | 530    | 35     | 38     |
| G. Mancini    | 2        | 0        | 0        | 0        | 0        | 1            | 0            | 0            | 0            | 0            | 3      | 0      | 0      | 0      | 0      |
| E. Merlo      | 26       | 0        | 0        | 0        | 0        | 2            | 0            | 0            | 0            | 0            | 28     | 0      | 0      | 0      | 0      |
| V. Papa       | 16       | 15       | 10       | 4        | 1        | 2            | 11           | 10           | 1            | 0            | 18     | 26     | 20     | 5      | 1      |
| J. Ruban      | 1        | 9        | 8        | 0        | 1        | 2            | 9            | 8            | 1            | 0            | 3      | 18     | 16     | 1      | 1      |

P = presenze; PT = punti totali; AV = attacchi vincenti; MV = muri vincenti; BV = battute vincenti